# Xenoprocris jordani
Xenoprocris jordani är en fjärilsart som beskrevs av Jean Romieux 1937. Xenoprocris jordani ingår i släktet Xenoprocris och familjen bastardsvärmare. Inga underarter finns listade i Catalogue of Life.